# Giao tranh tại Nouart
Giao tranh tại Nouart là một hoạt động quân sự cho chiến dịch nước Pháp của quân đội Phổ – Đức trong các năm 1870 – 1871, đã diễn ra vào ngày 29 tháng 8 năm 1870, tại ngôi làng Nouart của Pháp, nằm cách tỉnh Beaumont-en-Argonne khoảng 11,3 km về hướng nam. Sau một cuộc giao chiến lâu dài, Lữ đoàn Bộ binh số 46 – một phần của Quân đoàn Sachsen Hoàng gia số 12 (dưới quyền chỉ huy của Vương tử Georg của Sachsen) thuộcTập đoàn quân số 4 (Tập đoàn quân Maas) của quân đội Phổ do người anh trai của Hoàng tử Georg là Thái tử Albert của Sachsen chỉ huy – đã giành được chiến thắng trước Quân đoàn V của quân đội Đế chế Pháp dưới quyền chỉ huy của tướng Pierre Louis Charles de Failly, với thương vong tổng cộng là khoảng 600 người cho cả hai bên tham chiến (trong đó có cả 14 sĩ quan của phía Đức). Cuộc giao tranh tại Nouart, cùng với một cuộc giao tranh ít quyết liệt của các tiền đồn tại Buzancy và một cuộc giao tranh tại Attigny ở hậu quân trước đó, đã cảnh báo cho Thống chế Patrice de Mac-Mahon, tư lệnh Tập đoàn quân Châlons của Đế chế Pháp, rằng các lực lượng của người Đức đã tiếp cận với tập đoàn quân của ông ta. Và, cuộc tấn công dữ dội của quân đội Đức tại Nouart đã buộc tướng de Failly phải triệt thoái đến Beaumont thay vì tiến quân đến Stenay.
Sau khi bị đánh bại trong trận Gravelotte đẫm máu, tập đoàn quân của Thống chế Pháp François Achille Bazaine đã bị vây khốn tại Metz vào ngày 19 tháng 8 năm 1870. Trước tình hình đó, kể từ ngày 21 tháng 8 năm 1870, Thống chế Mac-Mahon đã kéo tập đoàn quân của mình rời khỏi doanh trại đi cứu viện cho Bazaine và tập đoàn quân của ông này. Trong khi đó, vào ngày 23 tháng 8, các tập đoàn quân của Đức đã khởi đầu cuộc hành quân xuống Châlons. Nhưng, vào ngày 26 tháng 9 đã phát hiện được quân của MacMahon, do đó mọi tập đoàn quân của Đức đều được lệnh bắc tiến. Trong trận Buzancy ngày 27 tháng 8, một lữ đoàn kỵ binh thuộc Quân đoàn số 12 (Sachsen) đã đánh tan quân kỵ binh Pháp. Sợ rằng quân Đức đã chặn mất đường tiến của mình, MacMahon ra lệnh rút quân đến Mézières vào đêm hôm đó, nhưng vào ngày hôm sau (28 tháng 9), do được yêu cầu phải khẩn cấp giải cứu cho Bazaine, MacMahon mang quân tới Montmédy với hy vọng vượt sông Meuse tại đây. Nhưng đường đến Montmédy cũng bị người Sachsen chặn mất, và vào ngày 29 tháng 9, viên Thống chế Pháp đành phải tìm cách vượt sông tại Mouzon và Remilly. Quân đoàn V của Pháp vượt sông Meuse tại Mouzon vào ngày hôm ấy, và mặc dù quân đoàn này bị trì hoãn do còn nhiều quân đoàn khác ở đằng sau, De Failly – vốn hay tự ý hành động – đã tiến quân đến Stenay. Trong khi đó, Quân đoàn Sachsen hành binh từ Dun đến Nouart. Khi một đội kỵ binh của Quân đoàn V của Pháp tiến hành tuần tiễu về phía trước quân chủ lực một vài dặm Anh và kéo lên một cao điểm gần Nouart, họ được "chào đón" bằng làn đạn khốc liệt từ lực lượng bộ binh và pháo binh của Đức. Quân kỵ binh Pháp tháo chạy khỏi cao điểm và quay về chỗ bộ binh Pháp đang hoảng hốt. Nhưng dù sao đây nữa thì họ đã phát hiện ra Quân đoàn Sachsen Hoàng gia XII được triển khai đầy đủ trên các sườn đồi xung quanh Nouart. De Failly phải chấm dứt bước tiến của quân mình và đặt bộ binh cùng với pháo binh vào vị trí của họ.
Sau đó, với cuộc tấn công của quân Sachsen, bộ binh hai phe đã tiếp cận với nhau. Hai bên đánh nhau trên khắp thung lũng nhỏ Wiseppe cả buổi chiều, và chịu thương vong tổng cộng là 600 người. Mặc dù các cuộc đột kích của bộ binh và pháo chiến khốc liệt đã bùng nổ trong trận chiến – trong đó quân đội Sachsen giành lợi thế, người Sachsen không muốn dứt điểm trận giao chiến. Trong cuộc giao tranh kéo dài hàng tiếng đồng hồ này, họ chỉ có ý định quấy phá và kìm chân quân Pháp. Rút ra bài học từ các trận đánh trước mà điển hình là trận Gravelotte, Moltke đã cho vị Thái tử xứ Sachsen thấy được rằng mục tiêu tối hậu của ông là hợp vây Tập đoàn quân Châlons, và mục đích này không thể bị tổn thương bằng ý muốn thắng cho kỳ được một trận đánh nhỏ. Khi màn đêm buông xuống, quân Pháp đã tiến hành triệt thoái qua các khu rừng đến Beaumont, và cuộc thoái lui này kéo dài trong vòng hơn 6 tiếng đồng hồ. Quân Sachsen không truy kích. Hôm sau (30 tháng 1), quân đội Bayern đánh bại De Failly trong trận Beaumont, và đến đêm hôm ấy, MacMahon phải triệt binh về Sedan – nơi tập đoàn quân của ông bị bao vây và tiêu diệt vào đầu tháng 9.